# Eerie número 76
El número 76 de "Eerie" se publicó en agosto de 1976, con el siguiente contenido:
- Portada de Manuel Sanjulian
- The Moonweavers: Deliver The Child, 10 p. de Budd Lewis/Leopold Sanchez
- Wolfer O’Connell: Highsong, 8 p. de Budd Lewis/Luis Bermejo
- Oogie & The Scroungers, 13 p. de Bill DuBay/Esteban Maroto
- "La llave de plata" ("The Silver Key"), 9 p. que constituyen la tercera entrega de la serie Tales Of Peter Hypnos, de Josep María Beà, la última aparecida en esta revista.
- Darklon The Mystic!, 8 p. de Jim Starlin